# یواس‌اس هلند (ای‌اس-۳۲)
یواس‌اس هلند (ای‌اس-۳۲) (به انگلیسی: USS Holland (AS-32)) یک زیردریایی است که طول آن ۵۹۹ فوت (۱۸۳ متر) می‌باشد. این زیردریایی در سال ۱۹۶۳ ساخته شد.